# Kamel (Erzgebirge)

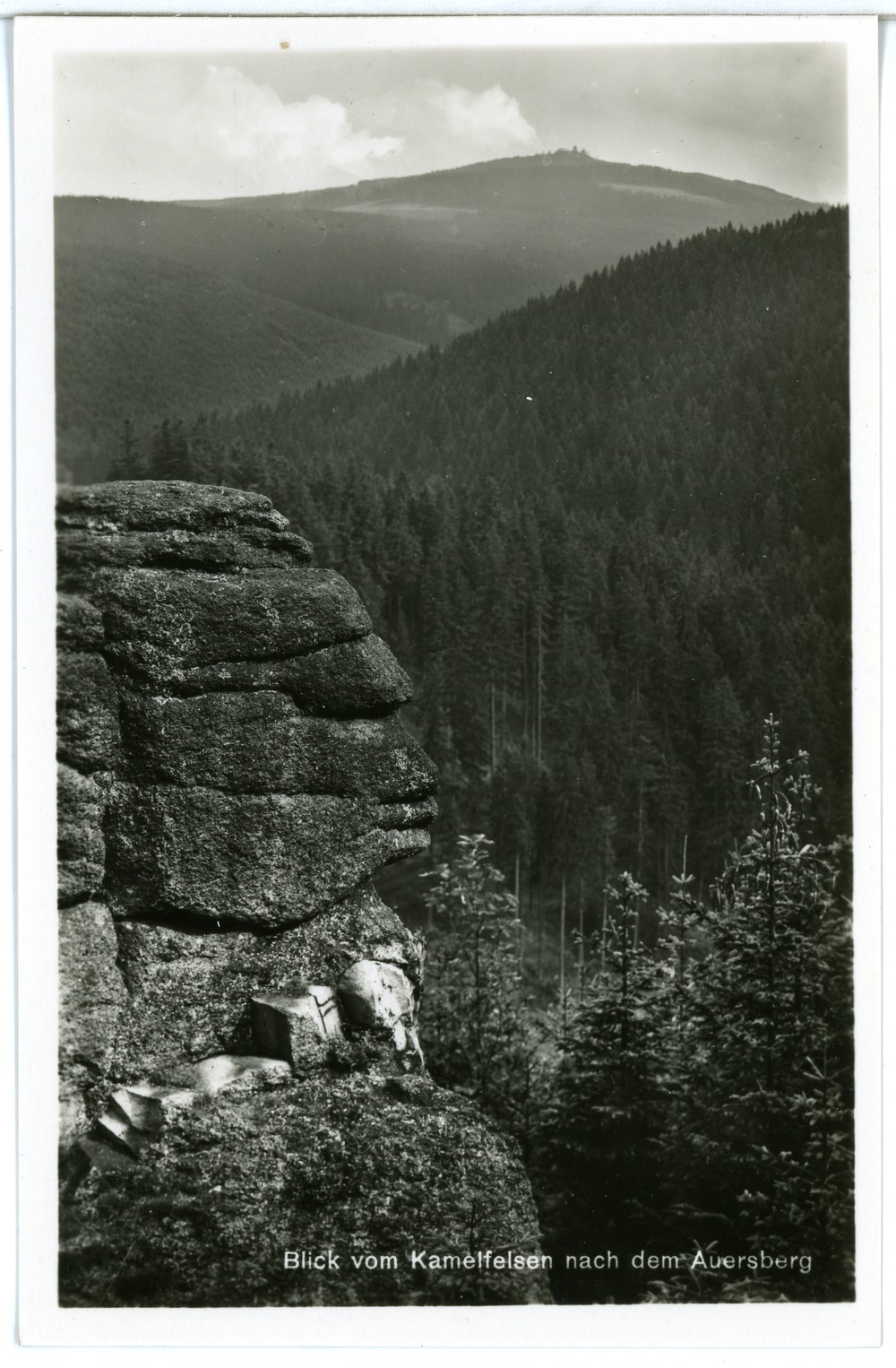
Blick auf einen Teil des Kamelfelsens mit dem Auersberg im Hintergrund (1931)

Das Kamel liegt im Naturschutzgebiet Bockautal auf der westlichen Seite des Tals der Großen Bockau oberhalb der Rektorbrücke unweit von Waldhausen bei der Stadt Eibenstock im Erzgebirgskreis im Freistaat Sachsen. Es handelt sich um eine Felsformation aus Turmalingranit, die aufgrund ihrer grotesken Felsbildung, die mit viel Fantasie die Gestalt eines liegenden Kamels erkennen lässt, im Volksmund diesen Namen erhielt. Die „polsterartige“ Verwitterung des Eibenstocker Granits, die in der Fachsprache als Wollsackverwitterung bezeichnet wird, und die dabei unter begünstigenden Bedingungen auftretende teilweise moosüberwachsene Oberfläche des Felsens trugen wesentlich zur Namensgebung bei. Fels- und Landschaftsformen dieser Art waren früher und sind zum Teil noch heute mitunter Gegenstand einer touristischen Vermarktung. Während noch bis in die Mitte des 20. Jahrhunderts der Kamelfelsen als Ausflugsziel und als Fotomotiv diente, ist seine Lage heute kaum noch bekannt, zumal er durch Hochwald nur bedingt von Weitem zu erkennen ist. So ist der Kamelfelsen im aktuellen Sachsenatlas des Freistaates Sachsen oder auf den meisten Wanderkarten nicht mehr verzeichnet. Auch klettertechnisch kommt dem Kamelfelsen keine Bedeutung zu.
Aus der Nähe des Kamelfelsens bot sich früher auch ein markanter Blick auf den Gipfel des 1019 m hohen Auersberges.
Aufgrund der nahegelegenen Brettmühle im heutigen Ortsteil Waldhausen am Wiesenweg wurde der Bergrücken, auf dem sich der Kamelfelsen befindet, früher auch als Brettmühlenknochen bezeichnet. An dessen Nordseite entspringt das Braunsbächel, das bereits nach kurzem Verlauf als westlicher Zufluss in die Große Bockau fließt.